# Petr Miloradov
Petr Vladimirovich Miloradov (en russe : Пётр Владимирович Милорадов), né le 5 novembre 1959, est un biathlète soviétique. 

## Biographie
Miloradov fait ses débuts internationaux en 1981 dans la Coupe du monde à Antholz, où il termine deuxième du sprint.
Aux Championnats du monde 1983, il remporte le titre mondial du relais avec Algimantas Šalna, Sergey Bulygin et Yuri Kashkarov. Sur le sprint, il se classe quatrième et meilleur soviétique.
Il est plusieurs fois champion d'URSS. 
Il revient sur un deuxième podium en Coupe du monde en 1985 sur l'individuel de Minsk, qui est aussi sa dernière course au plus haut niveau.
Il devient entraîneur et officiel dans le biathlon après sa carrière sportive.

## Palmarès

### Championnats du monde
- Mondiaux 1983 à Antholz :
  -  Médaille d'or en relais.

### Coupe du monde
- Meilleur classement général : 16e en 1983.
- 2 podiums individuels : 1 deuxième place et 1 troisième place.